# Yaginumaella simoni
Yaginumaella simoni är en spindelart som beskrevs av Zabka 1981. Yaginumaella simoni ingår i släktet Yaginumaella och familjen hoppspindlar. Inga underarter finns listade i Catalogue of Life.